# Fricklesome Amsel
Fricklesome Amsel ist eine 1998 gegründete deutsche Folkmusik-Band aus Heiligenhaus (Nordrhein-Westfalen), die Folk aus Irland, Schottland, England, USA und Kanada spielt. Die Gruppe tritt bei Folkfestivals und Kulturfesten im ganzen norddeutschen Raum auf – von Nordrhein-Westfalen (Wuppertal, Ratingen, Düsseldorf, Rheine), wo sie zu Hause ist, bis Rinteln und Hannover (Niedersachsen), Bremen und bis Itzehoe (Schleswig-Holstein).
Auf internationalen Bühnen war die Band schon in England, Schottland, Irland und Dänemark zu Gast.
Musik und Literatur verbindet die Band in ihrem speziellen Programm "Postkarten aus Irland", in dem sich Musik und literarische Texte von Heinrich Böll, Robert Burns, Roddy Doyle, James Joyce, Flann O’Brian und anderen abwechseln.
Ein ähnliches Konzept findet sich in den Weihnachtsprogrammen wieder. Hier sind es weihnachtliche Musik aus dem englischsprachigen Raum und Texte über Weihnachtsbräuche aus aller Welt, die größtenteils in Kirchen aufgeführt werden.
Der Name der Band ist auf eine wiederkehrende Textunsicherheit eines Bandmitgliedes während der ersten Konzerte zurückzuführen. In dem irischen Song "Black Velvet Band" ist von einer "Frolicsome Damsel" die Rede, einer lebenslustigen Dame also. Ein Dreher im Text führte zu den Wörtern Fricklesome Amsel, wobei "Fricklesome" schlicht ein Phantasiewort ist. Die Amsel steht für den bekannten, heimischen Singvogel, im englischen Sprachraum eher als Blackbird bezeichnet.
Der soziale Aspekt ist eine wichtige Komponente in der Arbeit der Band. So spielten die Musiker Benefizkonzerte für Brot für die Welt, Misereor, ein Krankenhausprojekt in Indien und verschiedene Sozialprojekte in Heiligenhaus.
In ihrer Heimatstadt Heiligenhaus sind sie aktiv in der Partnerstadt-Arbeit mit den Städten Mansfield, Meaux und Zwönitz und sind ein Bestandteil des Konzeptes für die Kulturhauptstadt Ruhr 2010. In Grundschulen kümmerten sie sich in Workshops um das Heranführen von Kindern an handgemachte Musik.

## Diskografie
Alben
- 2002: Fast as We Can
- 2008: Fricklesome Christmas in Heiligenhaus
- 2017: Live Session